# Alguazas
Alguazas est une commune d'Espagne de la communauté autonome de Murcie. Elle s'étend sur 23,74 km2 et comptait environ 9 288 habitants en 2011[réf. nécessaire].